# Big Hoops (Bigger the Better)
Big Hoops (Bigger the Better) è un brano musicale di Nelly Furtado, estratto come primo singolo dal primo album in lingua inglese della cantante in sei anni, The Spirit Indestructible, e pubblicato per il mercato digitale il 17 
aprile 2012, prima di essere distribuito nei negozi di dischi il 18 maggio, solo per la Germania.
Lo scarso successo riscosso dal singolo ha spinto Nelly Furtado a rinviare l'uscita del suo quinto album di inediti di tre mesi, al fine di pubblicare un singolo di successo in grado di trainare realmente le vendite dell'album.
Il brano è infatti tra i meno venduti della cantante, il meno venduto in assoluto se si considerano soltanto i singoli apri-pista.

## Il brano
In seguito al successo planetario riscosso dal suo terzo album, Loose, e al lancio dei fortunati singoli Promiscuous, Maneater e Say It Right, Nelly Furtado ha pubblicato nel 2009 il suo primo disco in lingua spagnola, Mi Plan.
Nelly Furtado ha annunciato che avrebbe voluto lanciare il suo quinto album di inediti nell'estate 2012 e ha comunicato sulla propria pagina di YouTube che avrebbe pubblicato un nuovo singolo ad aprile 2012. L'artista ha poi confermato alcuni giorni dopo su Twitter che il nuovo singolo avrebbe preso il nome Big Hoops (Bigger the Better), e ha poi annunciato che il pezzo era stato prodotto da Rodney "Darkchild" Jerkins.
Big Hoops (Bigger the Better) è stato scritto dalla stessa Nelly Furtado e Rodney Jerkins, e prodotto da Jerkins. Il brano è un "rumoroso" urban pop, che tradisce ritmi hip hop, uno staccato e la voce della Furtado con Auto-Tune.

## Critiche
Il brano ha ricevuto critiche positive miste ad alcune tiepide da parte di molti critici musicali. Bill Lamb da About.com ha conferito quattro stelle e mezzo sulle cinque disponibili, definendo la sua voce "organica e sensuale" ed esaltando il brontolio del basso, da lui considerato "irresistibile", e scrivendo: "Big Hoops fa chiaro capolino alla musica festaiola dell'artista isolana Rihanna e la fa persino meglio. Nelly Furtado e il produttore Rodney Jerkins sono veterani dell'industria musicale, e l'esperienza ne è qui la prova. Il colossale basso rimbombante, la voce da sbruffona di Nelly Furtado, il violento tambureggiare e il breakdown che chiude il pezzo faranno furore in qualsiasi discoteca". Melinda Newman da HitFix ha ribattuto freddamente che "è una piccola canzoncina insignificante concentrata tutta sul ritmo militare e la rivendicazione di diritti. Non è dotata di un hook sufficiente a spianarle la strada nelle graduatorie radiofoniche, ma avrà più fortuna nelle discoteche".

## Video
Il video musicale è stato filmato il 5 aprile 2012 a Los Angeles. Alcune foto del video sono approdate in rete poco dopo le riprese, tra cui alcune con Nelly Furtado sui trampoli.

## Classifiche
| Classifica (2012)   | Posizione massima |
| ------------------- | ----------------- |
| Belgio (Fiandre)    | 55                |
| Belgio (Vallonia)   | 58                |
| Canada              | 28                |
| Italia              | 99                |
| Libano              | 20                |
| Paesi Bassi         | 46                |
| Regno Unito         | 14                |
| Stati Uniti (Pop)   | 40                |
| Stati Uniti (Dance) | 6                 |